# Leslie Lamport
Leslie B. Lamport (7 de fevereiro de 1941) é um cientista da computação estadunidense.
Lamport formou-se em matemática pelo Massachusetts Institute of Technology em 1960, com mestrado e doutorado em matemática pela Universidade Brandeis, concluídos respectivamente em 1963 e 1972. O tema de sua tese de doutorado foram singularidades em equações diferenciais parciais analíticas.
Após a graduação, ele começou sua carreira como cientista computacional no Massachusetts Computer Associates, SRI International, Digital, e Compaq. Em 2001, ele se juntou à Microsoft Research em Mountain View, na California.
Suas pesquisas contribuíram com a fundação da teoria de sistemas distribuídos. Alguns dos seus mais notáveis papers nesta área são os seguintes:
- "Time, Clocks, and the Ordering of Events in a Distributed System"
- "Distributed snapshots: determining global states of distributed systems"
- "The Byzantine Generals Problem"
- "The Part-time Parliament"

Esses artigos introduziram novos conceitos na ciência computacional, tais como relógios lógicos (logical clocks) e a relação antes-depois, bem como as falhas Bizantinas. Estes são alguns dos artigos mais citados no campo de sistemas distribuídos, e descrevem algoritmos para a resolução de muitos problemas fundamentais em sistemas distribuídos, incluindo:
- O algoritmo de Paxos para consenso the Paxos
- O algoritmo da padaria para exclusão mútua de múltiplos threads em um sistema de computadores que requerem as mesmas fontes ao mesmo tempo.
- O algoritmo Snapshot para determinação dos estados globais consistentes.

Lamport recebeu quatro títulos do Doutor 'Honoris Causa' por universidades europeias: Universidade de Rennes e Universidade Christian Albrechts de Kiel em 2003, EPFL em 2004, University of Lugano em 2006. Em 2004 ele também recebeu o IEEE Piore Award por causa de suas expressivas contribuições no campo do processamento de informação, em relação à ciência computacional, contribuído significativamente ao avanço e ao melhoramento da sociedade.
Fora da ciência computacional, Lamport é conhecido como desenvolvedor inicial do sistema de preparação de documentos LaTeX.
Recebeu o Prêmio Turing de 2013.